# Xipe Totec

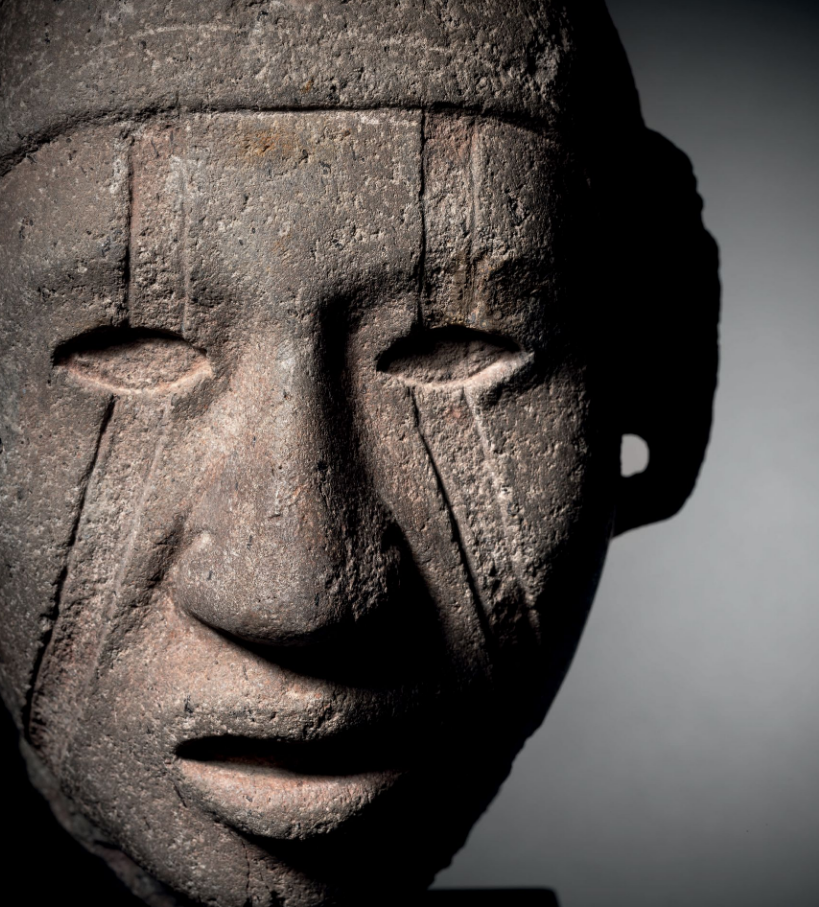
Tête de Xipe Topec, culture aztèque, post-classique, Mexique central, basalte gris et reste de pigment rouge volcanique, 18,5 cm.

Xipe Totec (« notre seigneur l'écorché » en nahuatl) est, dans la mythologie aztèque, un dieu du renouveau de la nature, de l'agriculture et des pluies nocturnes fertiles. Il s'écorche lui-même pour nourrir l'humanité, symbolisant ainsi le grain de maïs perdant son enveloppe avant de germer. Il est également le patron des orfèvres.
Ses représentations suivent deux types : l'écorché dont la peau pend au bout des bras, et le Tezcatlipoca rouge, entièrement maculé de cette couleur, exception faite des bandes jaunes de son visages.

## Culte
Son culte se déroule pendant le deuxième mois du calendrier aztèque, Tlacaxipehualiztli (littéralement : « écorchement des hommes »). Il implique des sacrifices humains, l'un de masse avec arrachage du cœur et l'autre réservé à l'élite des guerriers qui oppose un prisonnier volontaire de haut rang à des chevaliers aigles et des chevaliers jaguars. 
Le sacrifice consiste à arracher le cœur du sacrifié, qui a vécu comme un prince pendant l'année qui précède le sacrifice et qui est drogué aux champignons hallucinogènes pour ne pas se rendre compte de ce qui lui arrive, puis à retirer sa peau. Le prêtre la portera sur lui pendant un mois.
Une autre technique consiste à percer les victimes avec des flèches afin que leur sang inonde le sol comme une pluie fertilisante. Puis les prêtres sacrificateurs revêtent leurs peaux qui, comme dans la première forme du rite, étaient portées comme un vêtement pendant un mois aztèque.

Xipe totec représenté dans le Codex Borgia.

## Temples dédiés à cette divinité
La découverte du premier temple dédié à Xipe Totec a été annoncée, le 3 janvier 2019, dans la zone archéologique de Ndachjian-Tehuacán (Etat de Puebla au Mexique). 
Long de 12 mètres et haut de 3,5 m, il comprenait deux autels sacrificiels, deux rondes bosses en pierre volcanique en forme de crâne et une statue en pierre incomplète figurant le corps (en pagne de plumes et à la peau d'écorché) de Xipe Totec. Le site aurait été utilisé du début du XIe siècle à la fin du XIIIe siècle.